# روبرت مورين
روبرت مورين (بالإنجليزية: Robert Morin)‏ هو أمين مكتبة أمريكي، ولد في 3 يناير 1938، وتوفي في 31 مارس 2015.